# Benedetto Marcello
Benedetto Giacomo Marcello (Venezia, 24 luglio 1686 – Brescia, 24 luglio 1739) è stato un compositore, poeta, scrittore, avvocato, magistrato e insegnante italiano.
A lui è dedicato il Conservatorio di Venezia.

## Biografia

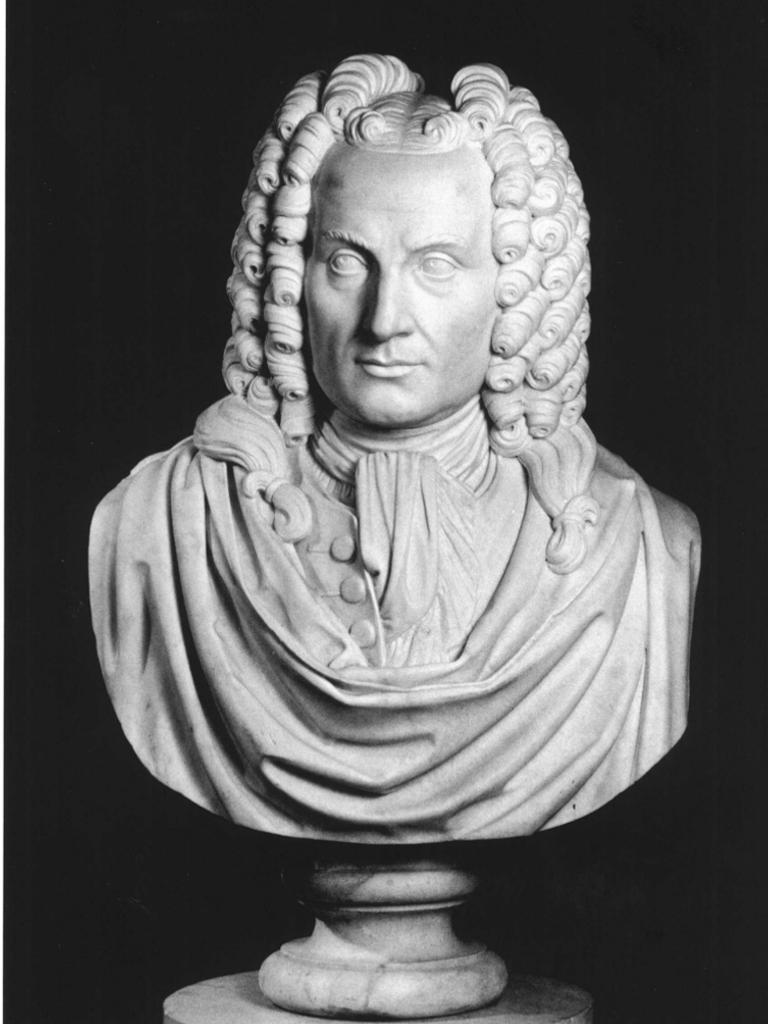
Busto di Benedetto Marcello, opera di Gaetano Zennaro precedente al 1847. Il busto fa parte del Panteon Veneto, conservato presso Palazzo Loredan

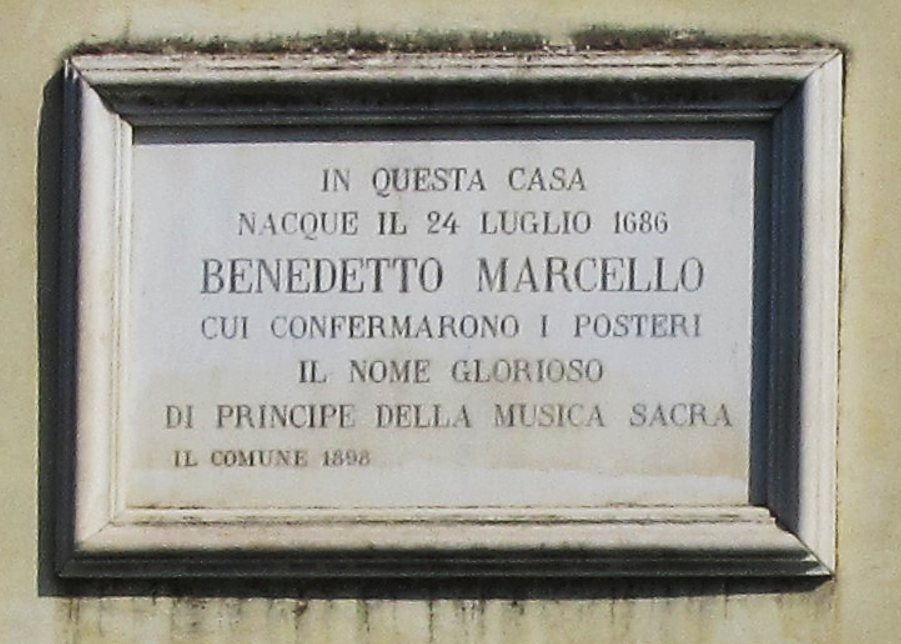
Casa natale di Benedetto Marcello

Nacque dai patrizi Marcello del ramo della Maddalena, ultimogenito di Agostino e di Paolina Cappello. La famiglia, in passato assai prestigiosa, aveva perso ogni rilevanza dal punto di vista politico, ma rimaneva nota a livello culturale: il padre componeva versi, suonava il violino e organizzava esecuzioni musicali nel suo salotto; la madre era dedita alla poesia e al disegno e alla sua famiglia apparteneva il noto teatro Sant'Angelo. Anche i due fratelli di Benedetto, Alessandro e Girolamo, si distinsero in ambito musicale e letterario. Secondo alcune fonti, il padre incentrò la formazione dei tre figli sulla poesia italiana e ogni mattina faceva loro comporre una decina di versi.
Dal canto suo, il Marcello fu introdotto allo studio del violino, ma inizialmente i risultati furono assai mediocri. Secondo un aneddoto riferito da alcuni contemporanei, il suo interesse per la musica sarebbe stato destato da un episodio preciso: un giorno una principessa di Brunswick visitò i Marcello per assistere a un'esecuzione di Alessandro; accortasi di Benedetto, domandò di cosa si occupasse e Alessandro le rispose che, visto il suo scarso talento, al massimo poteva recargli gli spartiti. L'altro, offeso, giurò di dedicarsi agli studi musicali con il massimo della perseveranza.
Mancano delle testimonianze precise in merito, ma si ritiene che il Marcello si fosse formato inizialmente presso i somaschi di Sant'Antonio di Castello. Attorno ai vent'anni si dedicò allo studio della teoria musicale e della composizione con una tale alacrità da mettere a repentaglio la propria salute. Suo insegnante fu il lucchese Francesco Gasparini, allora maestro di coro presso l'ospedale della Pietà. Per quanto riguarda la pratica, studiò, oltre che il violino, il clavicembalo, mentre per la teoria fece riferimento agli scritti di Gioseffo Zarlino. Suoi modelli furono le composizioni di musicisti del passato, come Giovanni Pierluigi da Palestrina, Carlo Gesualdo, Claudio Monteverdi, Girolamo Frescobaldi e Giacomo Carissimi, ma anche più recenti, quali Giovanni Legrenzi, Giovan Battista Lulli, Marc-Antoine Charpentier, Henry Purcell, Bernardo Pasquini e Arcangelo Corelli.
Nonostante le sue ormai indiscusse doti musicali, il Marcello dovette interrompere i suoi studi per intraprendere il tradizionale cursus honorum riservato ai giovani patrizi. Svolse l'attività di avvocato a partire dal 1707 e, alla fine dello stesso anno, riuscì a entrare nel Maggior Consiglio grazie all'estrazione della balla d'oro. In seguito ricoprì una serie di cariche pubbliche che, come ebbe a dire lui stesso nella sua Fantasia ditirambica eroicomica, non furono particolarmente prestigiose offrendo solo un'arida routine burocratica: officiale alla Messetteria (1711), giudice all'Esaminador (1714), officiale alla Ternaria vecchia (1715), membro della Quarantia civil vecchia (1717), provveditore a Pola (1733), officiale alla Giustizia vecchia (1735), camerlengo a Brescia (1738), dove morì nel giorno del suo cinquantatreesimo compleanno.
Benedetto Marcello è spesso ricordato per il suo Estro poetico-armonico (Venezia, 1724-1727), lavoro che mette in musica, per voci e basso continuo i primi cinquanta Salmi, nella versione in parafrasi italiana realizzata da Girolamo Ascanio Giustiniani. Questi componimenti furono molto ammirati da Charles Avison, che con John Garth curò un'edizione con testi in inglese (Londra, 1757). Tra gli ammiratori dei Salmi di Marcello, che godettero di grandissimo prestigio e di fama europea per tutto il Sette e l'Ottocento, si annoverano anche Goethe, Rossini e Verdi.

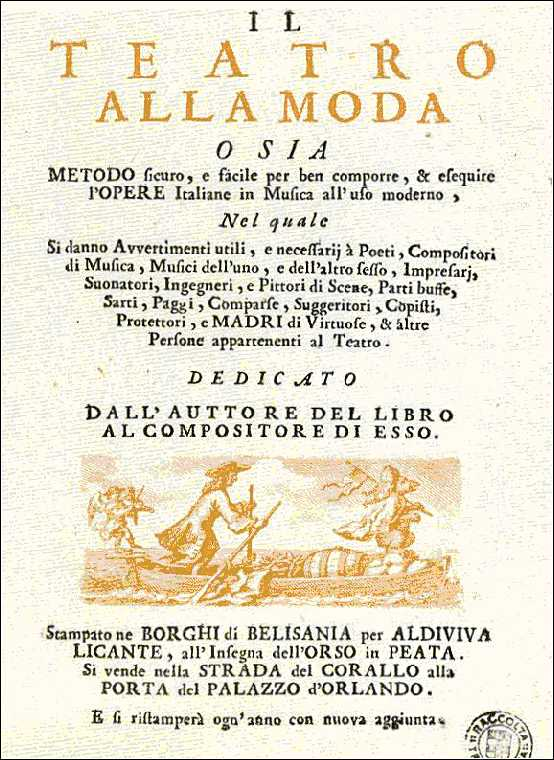
Copertina de Il teatro alla moda

Compose inoltre più di trecento cantate, per una o più voci; quattro oratori (fra cui Joaz su libretto di Apostolo Zeno per la corte imperiale di Vienna) e diverse serenate. La biblioteca del Conservatorio di Bruxelles possiede alcuni interessanti volumi di cantate da camera composte per la sua donna amata. Sebbene Marcello stesso avesse scritto il libretto di un'opera nel 1708, La Fede riconosciuta, a Vicenza, egli nutrì scarsa simpatia per questa forma di composizione, e diede sfogo alle sue opinioni sullo stato del dramma musicale a quel tempo nel pamphlet Il Teatro alla moda, pubblicato anonimamente a Venezia nel 1720; questo piccolo lavoro, che fu più volte ristampato, non solo è molto divertente, ma è anche un pregevole contributo alla storia dell'opera.
Il suo sepolcro si trova nella chiesa di San Giuseppe di Brescia, luogo di sepoltura per eccellenza delle personalità bresciane in campo musicale. Benedetto Marcello si trova sepolto sotto una grande lapide pavimentale al centro della navata maggiore, davanti alla scalinata che sale al presbiterio. L'iscrizione ricorda alla pari i suoi notevoli risultati come camerlengo e la proficua attività in campo musicale.

## Lavori

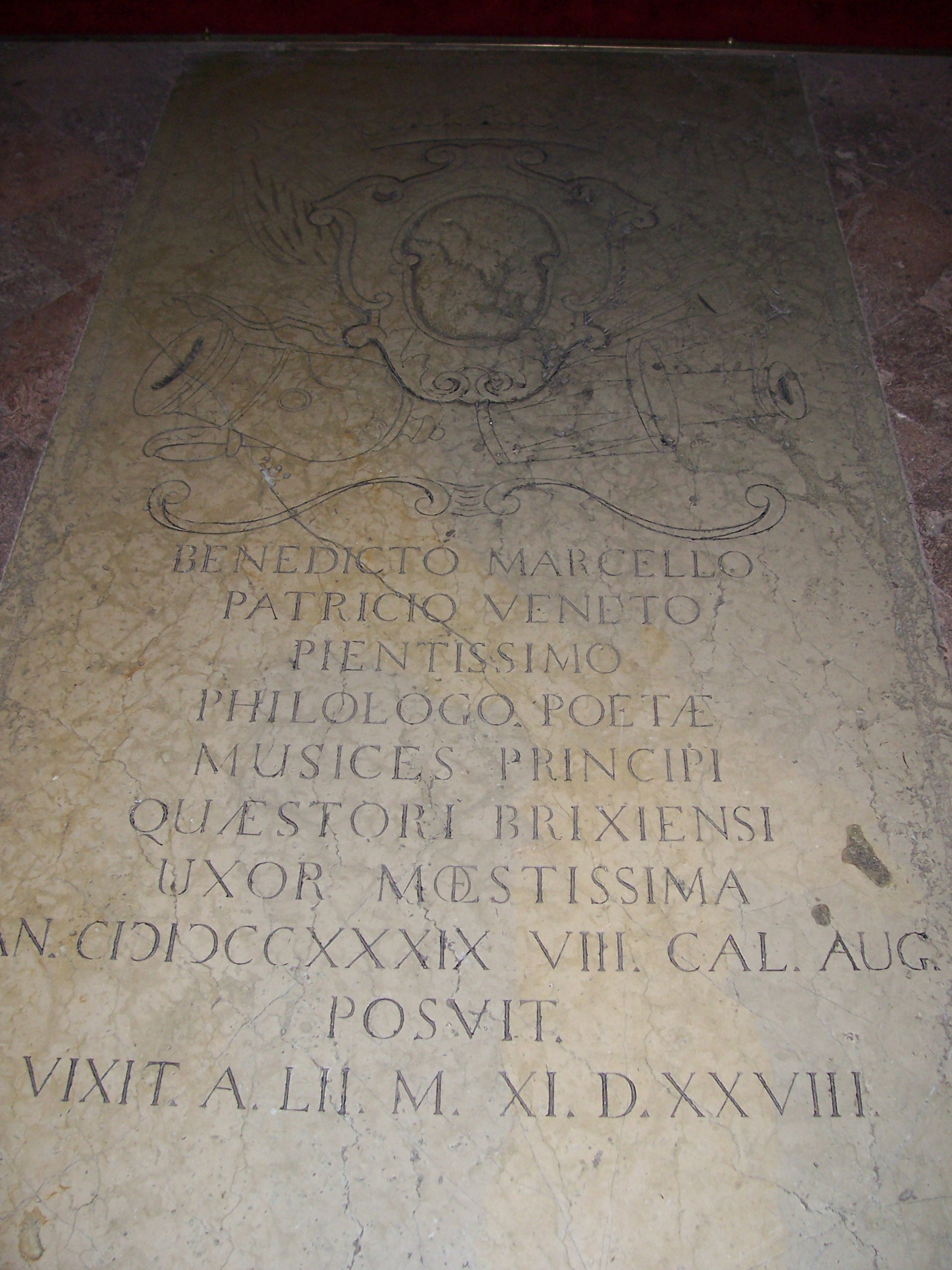
La lapide sepolcrale di Benedetto Marcello nella chiesa di San Giuseppe a Brescia

### Lavori per il teatro
- La fede riconosciuta (dramma per musica, 1707, Vicenza)
- La morte d'Adone (serenata, 1710 o 1729, Venezia)
- La gara amorosa (serenata, 1710-12, Venezia)
- Psiche (intermezzo scenico musicale, libretto di Vincenzo Cassani, 1720-5, Venezia, musica perduta)
- Spago e Filetta (intermezzo) in Lucio Commodo (tragedia, 1719, Venezia)
- Le nozze di Giove e Giunone (serenata, 1725, Vienna)
- Calisto in orsa (pastorale, 1725, Venezia, musica perduta)
- Arianna (intreccio scenico musicale, libretto di Vincenzo Cassani, 1726 ca., Venezia)

### Altra musica profana
- Timoteo (cantata)
- Cassandra (cantata)
- Medea (cantata)
- La stravaganza (cantata)
- Carissima figlia (cantata)
- Serenata a sei voci per la nascita della maestà di Carlo VI (Vienna, 1725)
- Oltre 300 cantate per voce e basso continuo, alcune delle quali con strumenti.
- 12 canzoni madrigalesche et 6 arie per camera per 2-4 voci (Bologna, 1717)
- 81 duetti da camera per 2 voci e basso continuo
- 5 madrigali per 4-5 voci

### Musica sacra

#### Oratori
- La Giuditta (1709, Venezia)
- Joaz (1727, Venezia o 1729, Firenze)
- Il pianto e il riso delle quattro stagioni dell'anno per la morte, esultazione e coronazione di Maria Assunta in Cielo (1731, Macerata)
- Il trionfo della poesia e della musica nel celebrarsi la morte, e la esultazione, e la incoronazione di Maria sempre Vergine Assunta in Cielo (1733)

#### Altra musica sacra
- Estro poetico-armonico: parafrasi sopra li primi (e secondi) venticinque salmi (testi di Girolamo Ascanio Giustiniani, 1724-6, Venezia)[2]
- 8 messe per 3-8 voci
- Requiem in sol minore
- 4 antifone
- 3 graduali
- 1 inno
- 1 Lamentazione di Geremia
- 1 Lezione per la Settimana Santa
- 2 Magnificat
- 5 Miserere
- 8 mottetti
- 3 offertori
- 2 vespri

### Musica strumentale

#### Concerti e sinfonie
- 12 concerti a 5 con violino e violoncello obbligati, op. 1 (1708, Venezia)
- 5 concerti per violini, archi e basso continuo (in re magg., in re magg., in re magg., in mi bem. magg., in fa magg.)
- Concerto in fa maggiore per violino, archi e basso continuo
- Concerto in fa maggiore per 2 violini, archi e cembalo (1716-7)
- Concerto in re maggiore per flauto, archi e cembalo
- 7 sinfonie (in re magg., in fa magg., 2 in sol magg., 2 in la magg., in si bem. magg.)

#### Sonate
- 6 sonate per 2 violoncelli o 2 viole da gamba e violoncello o basso continuo (1734 ca., Amsterdam)
- 6 sonate per violoncello e basso continuo (ca. 1732, in fa magg., mi min., la min., sol min., do magg., sol magg.)
- 12 sonate per flauto e violoncello o basso continuo (1712, Amsterdam)
- Sonata in sol minore per violino e basso continuo
- Sonata in si maggiore per violoncello e basso continuo
- 4 sonate (in do magg., 2 in sol magg., 2 in sol min.)

#### Musica per tastiera
- 12 sonate per cembalo (1712-7, Venezia)
- 35 sonate e vari movimenti di sonate
- 4 minuetti
- Suite di 30 minuetti

### Scritti
- Lettera famigliare d'un accademico filarmonico et arcade (1716)
- Corona poetica in morte (1717, Venezia)
- Sonetti di Driante Sacreo (1718, Venezia)
- Il teatro alla moda (satira, 1720, Venezia)
- Fantasia ditirambica eroicomica (1738)
- Sonetti a Dio, con altre, d'argomento sacro e morale (1731, Venezia)
- Il divino Verbo fatto Uomo, o sia L'universale redenzione (poema incompiuto)
- Altri scritti non datati